# 加護あいり
加護 あいり（かご あいり、1982年3月14日 - ）は、日本のAV女優。東京都出身。

## 映像作品

### アダルトビデオ
2001年
- 桃乳天使（2月27日 (VHS)、VENUS）※デビュー作
- LOVE*2レボリューション（4月5日 (VHS)、VENUS）
- ドキドキマイハート（6月14日 (VHS)、VENUS）
- 変態痴女願望（7月21日 (VHS)、グレース）
- ときめき…（8月22日 (VHS)、ビッグモーカル）
- 加護あいり Re-MIX スペシャル（8月31日 (DVD)、クリスタル映像）※単体ベスト
- アイドルザーメン vol.4（10月20日 (VHS・DVD)、ソフトオンデマンド）
- ザ☆ピーチ Mの刻印 3 縛られちゃってごめんなさい（11月8日 (VHS・DVD)、ソフトオンデマンド）
- 世界ペニパン征服宣言（12月7日 (VHS・DVD)、ソフトオンデマンド）

2002年
- 陵辱輪姦 ～舞踊虜教室～（2月8日 (VHS・DVD)、ソフトオンデマンド）
- 加護あいりDVD図鑑（3月9日 (DVD)、SODクリエイト）※単体ベスト

2003年
- Remix of 加護あいり（3月6日 (VHS・DVD)、SODクリエイト）※単体ベスト

### イメージビデオ
- いちご白書 2（イズエンタープライズ）

## 書籍・その他
写真集
- いちご白書 2（2001年2月20日、ぶんか社、撮影:会田我路）ISBN 4-8211-2370-3

雑誌
- ビデオボーイ2001年3月

テレホンカード
- バウハウス